# Смена режима
Сме́на режи́ма — частично насильственная или принудительная замена одного правящего политического режима другим. Смена режима может затронуть всю или часть ключевой системы руководства государства, административного аппарата или бюрократии. Она может происходить в результате внутренних процессов, таких как революция, государственный переворот или реконструкция власти после краха государства или гражданской войны. Также смена режима может быть навязана извне иностранными акторами через вторжение, открытые или скрытые интервенции или принудительную дипломатию. Она может включать создание новых институтов, восстановление старых институтов и продвижение новых идеологий. 
Согласно базе данных Александра Даунса (англ. Alexander Downes), в период с 1816 по 2011 год посредством смены режима, навязанной извне, были смещены 120 лидеров.

## Виды

### Внутренняя смена режима
Смена режима может быть спровоцирована революцией или государственным переворотом. Примеры: Французская революция, Русская революция и Иранская революция.

### Смена режима, навязанная извне
Смена режима, навязанная извне, — это свержение режима иностранным государством, которое может быть осуществлено скрытыми методами или прямым военным вмешательством. Межгосударственная война также может привести к смене режима для проигравшей стороны, как это произошло с державами «оси» в 1945 году. Иногда смена режима, навязанная извне, используется государствами как инструмент внешней политики. Согласно данным Александра Даунса, с 1816 по 2011 год в результате вмешательства извне были успешно смещены 120 лидеров.
Во время Холодной войны Соединённые Штаты и Советский Союз часто вмешивались в выборы и предпринимали попытки смены режима — как скрытые, так и открытые. По словам Майкла Познански (англ. Michael Poznansky), скрытая смена режима стала более распространённой после того, как принцип невмешательства был закреплён в международном праве, что побуждало государства, желающие вмешиваться, действовать тайно и скрывать свои нарушения.
Современные примеры смены режима: вторжение в Афганистан в 2001 году и вторжение в Ирак в 2003 году.

### Продвижение режимов
Согласно Джону Оуэну IV (англ. John Owen IV), в истории было четыре волны насильственного продвижения режимов:
1. Католицизм против протестантизма: с 1520-х до начала XVIII века.
2. Республиканизм против конституционной монархии и абсолютной монархии: с 1770-х до конца XIX века.
3. Коммунизм против либерализма и фашизма: с конца 1910-х до 1980-х.
4. Светское правительство против исламистского: после 1990 года.

## Влияние
Исследования Александра Даунса, Линдси О’Рурк (англ. Lindsey O'Rourke) и Джонатана Монтена (англ. Jonathan Monten) показывают, что смена режима, навязанная извне, редко снижает вероятность гражданской войны, насильственного свержения нового лидера, а также вероятность конфликта между вмешивающимся государством и его противниками, и не увеличивает шансы на демократизацию (если только смена режима не сопровождается про-демократическими институциональными реформами в странах с благоприятными условиями для демократии). Даунс утверждает:

Стратегическое стремление насильственно сместить враждебные или неподконтрольные режимы игнорирует два ключевых факта. Во-первых, свержение иностранного правительства может привести к распаду его армии, в результате чего тысячи вооружённых людей уходят в сельскую местность и начинают повстанческую борьбу против интервента. Во-вторых, навязанные извне лидеры сталкиваются как с внутренней аудиторией, так и с внешней, и у этих аудиторий обычно разные интересы. Эти различия ставят лидеров в затруднительное положение: действия, угодные одной стороне, неизбежно отталкивают другую. Смена режима таким образом вносит разлад между внешними покровителями и их внутренними протеже или между самими протеже и их народом.
Исследование Найджела Ло (англ. Nigel Lo), Барри Хашимото (англ. Barry Hashimoto) и Дэна Рейтера приводит к противоположным выводам: по их мнению, «мир между государствами после войн длится дольше, если война заканчивается сменой режима, навязанной извне». Однако в другом исследовании Рейтера и Горана Пейича (англ. Goran Peic) говорится, что смена режима, навязанная извне, может увеличить вероятность гражданской войны.